# 高木修一
高木 修一（たかぎ しゅういち、1966年1月3日 - ）は、日本の実業家。株式会社大塚製薬工場代表取締役社長、大塚ホールディングス取締役。

## 来歴
東京都出身。1989年、駒澤大学経営学部卒業。同年4月、飛島建設入社。1995年9月、大塚製薬入社。2002年8月、同社OIAA事業部財務部。2003年7月、同経理部。2015年3月、大塚製薬工場執行役員インド担当。2015年5月、クラリス大塚（現：大塚製薬インド）CEO。2019年1月、大塚ホールディングス常務執行役員社長室担当。2019年3月、大塚製薬取締役財務（兼）事業ポートフォリオマネジメント担当。大塚ホールディングス取締役（事業ポートフォリオマネジメント担当）。
2021年10月、大塚アメリカInc.取締役社長。2022年3月、大塚製薬常務取締役事業戦略（兼）大塚アメリカInc.担当。大塚ホールディングス常務取締役CSO。2023年3月、大塚製薬工場取締役。
2024年1月、大塚ホールディングス取締役ならびに大塚製薬工場 代表取締役社長に就任。